# Gräddost
| Gräddost                     | Gräddost                        |
| ---------------------------- | ------------------------------- |
| Herkunft                     | Schweden                        |
| Milch                        | Kuh/Vollmilch oder teilentrahmt |
| Behandlung                   | Rohmilch oder pasteurisiert     |
| Käsegruppe                   | halbfester, milder Schnittkäse  |
| Fett i. Tr.                  | 60 %                            |
| Energie (bei 60 % F. i. Tr.) | 1850 kJ (440 kcal)              |
| Iod                          | ? µg                            |
| Kalzium                      | 1000 mg                         |
| Eiweiß                       | 20 g                            |
| Vitamin B2                   | ? mg                            |
| Maß                          | Radform, Blockform              |
| Reifezeit                    | 4 Wochen bis 6 Monate           |
| Zertifizierung               | keine                           |

Gräddost ist ein schwedischer Schnittkäse aus Kuhmilch. Der Name bedeutet ins Deutsche übersetzt: „Rahmkäse“. Gräddost schmeckt sahnig mild und leicht säuerlich, manchmal auch etwas nussig. Neben der Hauptsorte mit 60 % Fett in der Trockenmasse werden auch fettreduzierte oder gewürzte Sorten angeboten.
Gräddost ist eine verhältnismäßig junge Käsesorte, deren Rezept erst 1952 von Knut Hedqvist für die Boxholm Mejeri AB entwickelt wurde. Ein wichtiger Gesichtspunkt bei der Rezeptur war die Verpackung und Reifung des Käses in einer Kunststofffolie, um Paraffin für die künstliche Käserinde zu sparen. Deshalb wird Gräddost auch heute noch meist in Einkilogrammrädern hergestellt, die mindestens vier Wochen in ihrer Kunststoffhülle reifen. Daneben werden aber auch größere Laibe hergestellt.
Der endgültige Durchbruch auf dem schwedischen Markt gelang dem Gräddost in den 1970er Jahren, als in Schweden zahlreiche Pizzerien eröffnet wurden, die für die Pizzen einen milden und gut schmelzbaren Käse aus schwedischer Produktion suchten und sich dann für den Gräddost entschieden.
Neben der eigentlichen Käsesorte bezeichnet Gräddost in Schweden auch als Oberbegriff zahlreiche andere Käsesorten mit ähnlichem Charakter.